# Vuores

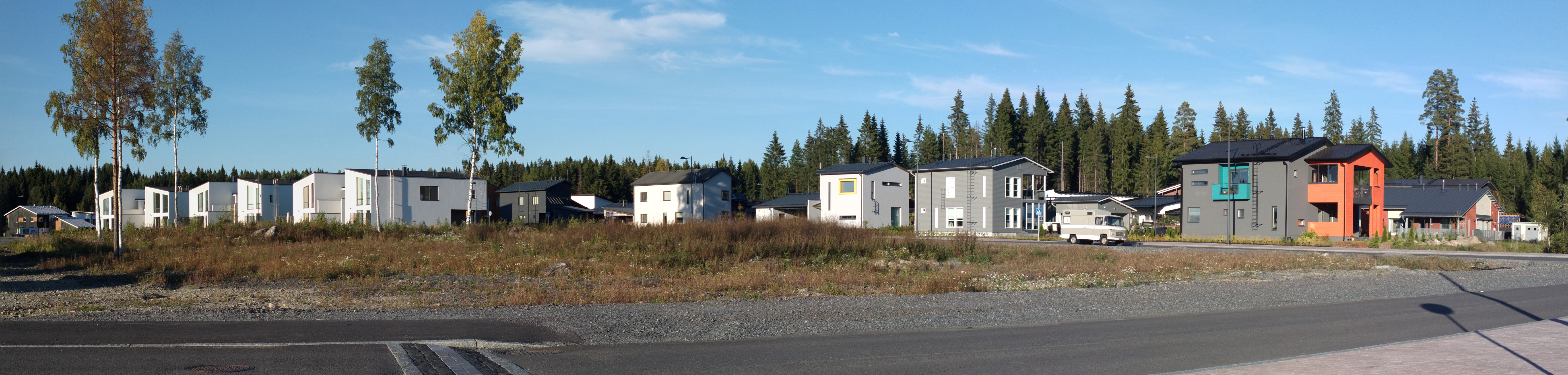
Vy över bostadsområde som ingick i bomässan 2012

Vuores är ett kommungränsöverskridande bostads- och arbetsplatsområde, ca 8 km söder om centrala Tammerfors. Det ligger vid gränsen mellan Tammerfors stad och Lembois kommun (Lempäälä). Byggnationen i den del av området som ligger i Tammerfors påbörjades 2010. Omgivningarna präglas av en varierande terräng, med flera insjöar. Området förbereds för framtida spårvägstrafik. En bomässa hölls i området 2012.